# Blanka Stajkow
Blanka Stajkow, née le 23 mai 1999 à Szczecin (Pologne), connue sous le mononyme de Blanka, est une chanteuse et mannequin polonaise. Elle représente la Pologne au Concours Eurovision de la chanson 2023 avec sa chanson Solo.

## Biographie
Blanka Stajkow est née à Szczecin en Pologne d'une mère mannequin polonaise et d'un père homme d'affaires bulgare.
Elle se fait connaître en participant à Poland's Next Topmodel en 2021,. Après sa participation, elle sort son premier single intitulé Better puis signe un contrat d'enregistrement avec Warner Music Poland et sort son deuxième single Solo.

### Concours Eurovision de la chanson 2023
Le 15 février 2023, elle est annoncée parmi les 10 participants à Tu bije serce Europy! Wybieramy hit na Eurowizję, la sélection nationale polonaise pour le Concours Eurovision de la chanson avec sa chanson Solo,. Elle remporte le concours avec le meilleur score chez le jury et la deuxième place chez le vote du public et est choisie pour représenter son pays au Concours Eurovision. La sélection fait scandale au niveau international à cause d'une accusation de tricherie au niveau des votes.
Le 11 mai 2023, elle participe à la deuxième demi-finale du Concours Eurovision de la chanson 2023. Elle parvient à se qualifier pour la finale du 13 mai où elle se classe 19ème sur 26 participants. 

## Discographie

### Singles
- 2021 : Better
- 2022 : Solo
- 2023 : Boys Like Toys
- 2023 : Rodeo
- 2024 : Cara Mia
- 2024 : If U Want Me
- 2024 : Asereje (Airplane Mode)